# Томас Пінеда
Томас Пінеда (ісп. Tomás Pineda, нар. 21 січня 1946, Санта-Ана) — сальвадорський футболіст, що грав на позиції воротаря.

## Клубна кар'єра
У дорослому футболі дебютував 1963 року виступами за команду УЕС, в якій провів п'ять сезонів. Своєю грою за цю команду привернув увагу представників тренерського штабу клубу «Альянса», до складу якого приєднався 1968 року. Відіграв за команду із Сан-Сальвадора наступні три сезони своєї ігрової кар'єри.
Протягом 1971—1973 років захищав кольори клубу «Хувентуд Олімпіка», з яким 1973 року став чемпіоном Сальвадору.
1974 року Пінеда повернувся в УЕС, де провів один рік, а потім став воротарем клубу «Луїс Анхель Фірпо», за який відіграв 3 сезони. Завершив професійну кар'єру футболіста виступами за команду «Луїс Анхель Фірпо» у 1977 році.
В подальшому працював архітектором та адміністратором в автомобільній компанії.

## Виступи за збірну
1970 року дебютував в офіційних матчах у складі національної збірної Сальвадору.
У складі збірної був учасником чемпіонату світу 1970 року у Мексиці, але був запасним воротарем і на поле не виходив.

## Титули і досягнення
- Чемпіон Сальвадору (3):

«Хувентуд Олімпіка»: 1972/73